# Daniel Findigian
Daniel Findigian – duchowny Apostolskiego Kościoła Ormiańskiego, od 2019 biskup Wschodnich Stanów Zjednoczonych.
Sakrę otrzymał 12 maja 2019.